# Сен-Мишель (Арьеж)
Сен-Мише́ль (фр. Saint-Michel) — коммуна во Франции, находится в регионе Юг — Пиренеи. Департамент коммуны — Арьеж. Входит в состав кантона Западный Памье. Округ коммуны — Памье.
Код INSEE коммуны — 09271.

## Население
Население коммуны на 2008 год составляло 80 человек.
| 1962 | 1968 | 1975 | 1982 | 1990 | 1999 | 2008 |
| ---- | ---- | ---- | ---- | ---- | ---- | ---- |
| 82   | 90   | 74   | 74   | 80   | 68   | 80   |

## Экономика

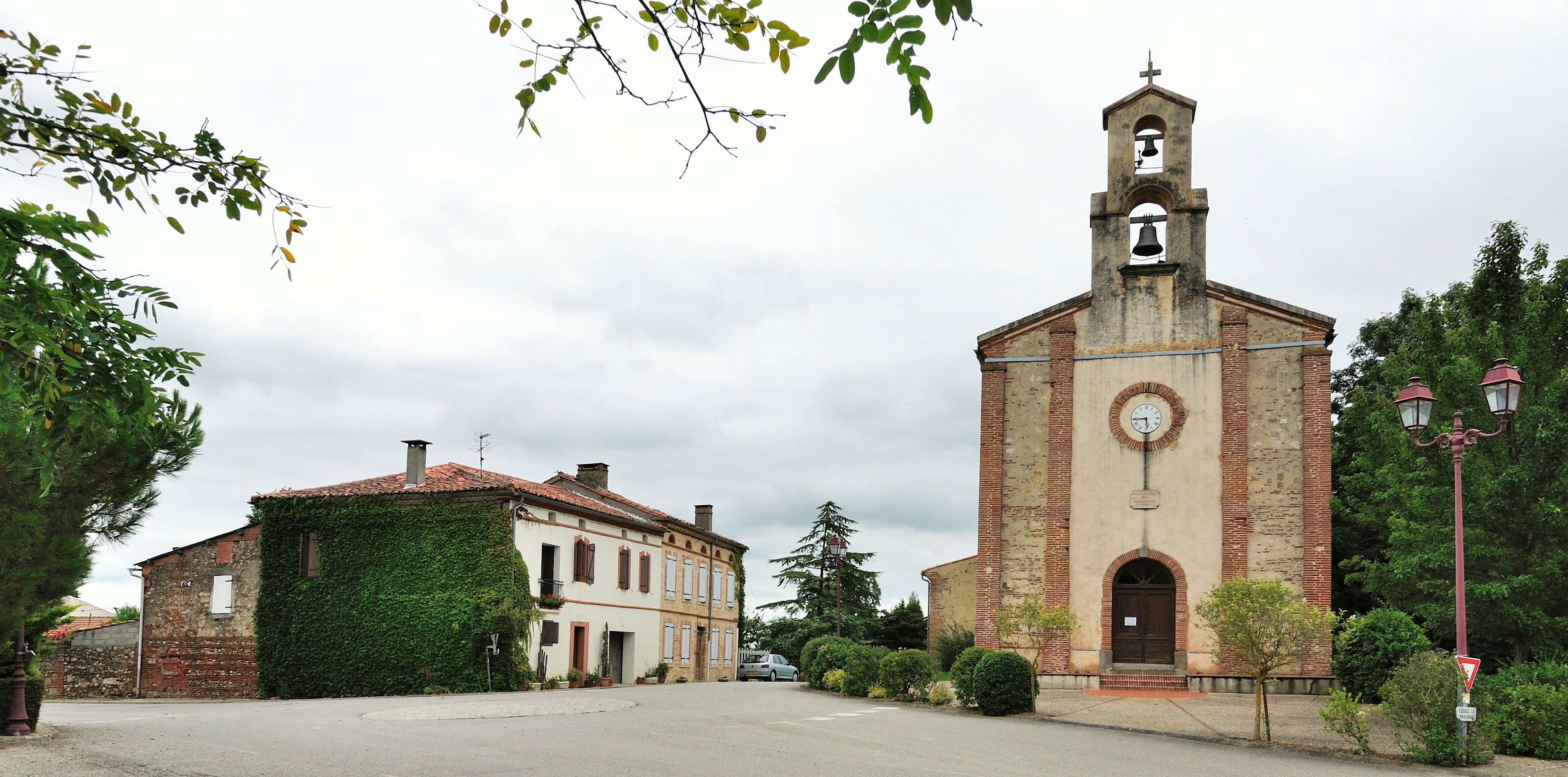
Сен-Мишель

В 2007 году среди 54 человек в трудоспособном возрасте (15—64 лет) 36 были экономически активными, 18 — неактивными (показатель активности — 66,7 %, в 1999 году было 68,3 %). Из 36 активных работали 31 человек (20 мужчин и 11 женщин), безработных было 5 (1 мужчина и 4 женщины). Среди 18 неактивных 5 человек были учениками или студентами, 7 — пенсионерами, 6 были неактивными по другим причинам.